# FC Vilnius
El FC Vilnius fue un equipo de fútbol de Lituania que alguna vez jugó en la A Lyga, la primera división de fútbol en el país.

## Historia
Fue fundado en el año 2002 en la capital Vilnius con el nombre Sviesa, debutando en la A Lyga en 2003, en la que terminó en séptimo lugar entre 8 equipos, pero lejos de descender de categoría.
En 2004 cambia su nombre por el de FC Vilnius, pero esa temporada termina en último lugar entre 8 equipos, pero salva la categoría debido a que la A Lyga amplió la categoría de 8 a 10 equipos para el año 2005. En la temporada 2005 fue mucho mejor debido a que termina en quinto lugar y se mantuvo en la máxima categoría hasta que el club abandona la liga antes de iniciar la temporada 2008.
El club juega en la 1 Lyga en la temporada 2008 en la que termina en quinto lugar y posteriormente desaparece tras perder 2-5 ante el FC Banga el 2 de noviembre de 2008 en condición de visitante.

## Jugadores

### Jugadores destacados
- Kleyr Vieira dos Santos
- Paulinho
- Jorge Sauceda